# 成蕾
成蕾（1975年6月—），湖南岳阳人，澳洲籍記者、电视主持人，供职于澳大利亚天空新闻频道，曾为中國環球電視網（CGTN）節目主持人。

## 生平
成蕾於1975年生於湖南省岳陽市，10歲跟隨父母定居澳洲。她於1994年獲得昆士蘭大學商學學位，畢業後於澳洲金融界工作，曾在吉百利史威士和埃索澳大利亚担任注册会计师。2000年，她跳槽到澳大利亚物流企业拓领，返回中国大陆，在拓领旗下的中澳合资公司从事财务工作。

### 电视主持人
2002年，成蕾加入中国中央电视台，在中国中央电视台英语国际频道（当时为央视9頻道）主持《财经回顾》（Financial Review）。2003年至2012年於美國消費者新聞與商業頻道出任駐華記者。其后於中國環球電視網主持報道財經新聞節目。
成蕾曾於Westpac澳中商业大奖、APEC女性领导力论坛、世界互联网大会、中国国际大数据产业博览会等活动擔任主持。此外，她还采访过比尔·盖茨、理查德·布兰森等首席执行官与经济学家。

### 刑事调查与拘留
2020年8月14日，澳洲接獲中國政府通知，成蕾在中國北京被監視居住的方式被刑事侦查，但尚未进入审查起诉阶段。澳大利亚政府於8月31日公佈此消息。澳大利亚外長佩恩發聲明指，澳洲外交人員曾以視讯形式探訪成蕾，指澳洲政府會繼續提供協助。佩恩沒有透露成蕾被拘留的原因。9月1日，中国外交部发言人华春莹在记者会上回应此事时表示：“中国是法治国家，有关部门会依法办事。”中國環球電視網刪除了成蕾的個人網頁及報道影片。9月8日，中国外交部发言人赵立坚在例行记者会上证实，成蕾因“涉嫌从事危害中国国家安全的犯罪活动”，被采取强制措施。
2020年12月，成蕾在彭博社驻北京辦事處工作的好友范若伊（Haze Fan）也因“危害國家安全”于被拘留。据台湾中央社报道，兩宗案件可能有關聯性。
2021年2月8日，成蕾被人民法院决定逮捕。案件于2022年3月31日在北京市第二中级人民法院闭门审理，理由是“涉及国家机密”。现场保安严密，澳大利亚驻华大使傅关汉未能进入旁听。2023年3月31日，澳洲外長黃英賢表示，成蕾已非公開受審一年，對案件持續拖延表示深切關注。外界分析認為，中國政府以推遲對成蕾判刑作為跟澳洲政府談判的籌碼。而成蕾於2023年獲釋後，中國國家安全部才首度證實成蕾以「為境外非法提供国家秘密罪」被中國當局判处有期徒刑二年十一个月。
2023年8月10日，成蕾在標注寫於2023年7月27日、由每月探視她的澳洲駐北京領事官員筆錄，被形容為致澳洲人民的公開信中，稱三年時間是「非常痛苦」，自己「懷念陽光」，「一年只獲准到戶外十小時」，「已有三年沒見過一棵樹」，並憶述她十歲時，舉家從湖南省移民到澳洲，稱在獄中總會「悄悄地念誦在澳洲到過、開車路過的地名」，又指回憶起陌生人和朋友的友愛，讓她在獄中重拾信心，稱身為一名澳洲華人，「儘管我們說着不同的語言，吃着不同的飯菜，但我們的笑聲是一樣的，並且對荒謬的事情有同樣的眼光」，並在信件最後強調想念孩子。這是成蕾首次為事件發表公開聲明。澳洲外長黃英賢稱 「澳洲一貫為成女士辯護，並要求根據國際準則，為成女士提供正義、程序公平和人道待遇的基本標準。」而中國駐坎培拉大使館則強調“中國是法治國家”，依法處理此案，其合法權利得到充分保護，「基於人道主義考慮，中方願傾聽澳方訴求，並在法律規定範圍內提供幫助」。澳洲總理安東尼·阿爾巴尼斯表示，成蕾的信「令人感動」，顯示她對澳洲的熱情，但成蕾被釋放不會成為他訪問北京的條件。
2023年10月11日，澳洲總理安東尼·阿爾巴尼斯於記者會證實成蕾於當天獲釋，並已回到澳洲墨尔本家中。同一天，中國外交部發言人汪文斌在例行記者會上亦確認成蕾刑滿出獄，並被北京市国家安全局驱逐出境。成蕾返回澳大利亚后接受了澳大利亚天空新闻频道的独家专访，访问透露成蕾是因为违反新闻公布时限提前数分钟公布一份政府简报文件被捕，而文件内容尚不得而知。11月27日，成蕾在接受澳大利亚广播公司采访时，警告澳大利亚人前往中国时不要“天真”，又说若要提高中文水平可以去台湾。
2023年12月，澳大利亚天空新闻频道宣布成蕾加盟，将出任电视台墨尔本分部节目主持人，以及电视台网站专栏作家。
2025年6月3日，成蕾个人纪录片《Cheng Lei:My Story》在澳大利亚天空新闻频道（Sky News Australia）播出。